# Liste des archevêques de Bordeaux
Pour un article plus général, voir Archidiocèse de Bordeaux.
La liste des archevêques de Bordeaux commence en 314, la ville ayant été évangélisée dès le IIIe siècle, selon la tradition par saint Martial de Limoges. 
Bordeaux (Burdigala), chef-lieu de la cité des Bituriges Vivisques, est chef-lieu de la province de Gaule aquitaine à partir du Ier siècle et de l'Aquitaine seconde à partir du IVe siècle, époque où le christianisme devient licite dans l'Empire romain (édit de Milan, 313), de sorte que l'évêque de Bordeaux est métropolitain des évêques de cette province (diocèses suffragants de Poitiers, Saintes, Angoulême, Périgueux et Agen) et porte le titre d'archevêque.
De nos jours, il porte depuis 1937 le titre d'évêque de Bazas, ville du diocèse actuel de Bordeaux, correspondant au département de la Gironde, le diocèse de Bazas (existant depuis la fin de l'Antiquité et relevant jusqu'en 1790 de l'archidiocèse d'Auch) ayant été supprimé à la suite de la Révolution française.
Les diocèses suffragants correspondent depuis 2002 (date de l'érection du diocèse de Poitiers en archidiocèse) aux départements de l'ancienne région Aquitaine. 

## Antiquité (Empire romain d'Occident)
- Oriental, connu comme un des participants au concile d'Arles de 314 ;
- saint Delphin de Bordeaux 380–404 ;
- saint Amand de Bordeaux 404–410 et après 420 ;
- saint Séverin de Cologne 410 ;
- Gallicien après 451 ;
- Émile après 475 ;
- Cyprien 485–511.

## Moyen Âge

### haut Moyen Âge
- Léonce Ier l'Ancien depuis 520 ;
- Léonce II le Jeune 542–564 ; participe au concile de Paris de 553[1],[2]

- Bertrand Ier 566–après 585 ;
- Gondégisile 589 ;
- Nicaise VIIe – VIIIe siècles ;
- Arnegisile VIIe – VIIIe siècles ;
- Antoine Ier VIIe – VIIIe siècles ;
- Fronton VIIe – VIIIe siècles ;
- Verevulph VIIe – VIIIe siècles ;
- Sicaire 816–après 825 ;
- Adelelme 829–après 848 ;
- Frotaire 860–876, abbé de Charroux 869–874, aussi archevêque de Bourges, mort à Plaisance vers 889 ;
- Adelbert depuis 940 ;
- Geoffroi Ier depuis 982.

### Moyen Âge central
- Gombaud de Gascogne depuis 989 ;
- Séguin depuis 1000 ;
- Arnaud I 1022 ;
- Islon de Saintes 1022–1026 ;
- Geoffroi II (en) 1027–1043 ;
- Archambaud de Parthenay 1047–1059 ;
- Andron 1059 ;
- Joscelin de Parthenay 1060–1086[3] ;
- Amat d'Oloron 1089–1101[4] ;
- Arnaud II Géraud de Cabanac 1103–1130 ;
- Gérard d'Angoulême (de Blaye) 1131–1135, archevêque intrus ;
- Geoffroi du Loroux 1135–1158[5] ;
- Raimond de Mareuil 1158–1160 ;
- Hardouin 1160–1162 ;
- Bertrand II de Montault 1162–1173 ;
- Guillaume Ier Le Templier 1174–1187 ;
- Hélie Ier de Malemort 1188–1207 ;
- Guillaume Amanevi de Genève 1207–1227 ;
- Géraud de Malemort 1227–1261 ;
- Pierre Ier de Roncevault 1262–1270 ;
- Simon de Rochechouart 1275–1280 ;
- Guillaume III (archevêque de Bordeaux) 1285–1287? ;
- Henri de Genève 1289–1296 ;
- Boson de Salignac 1296–1300.

### Moyen Âge tardif
- Clément V 1300–1305, pape sous le nom de Clément V ;
- Arnaud III de Canteloup 1305 ;
- Arnaud IV de Canteloup 1306–1332 ;
- Pierre II de Luc 1332–1345 ;
- Amanieu Ier de Cazes 1344–1348 ;
- Bernard de Cazes 1348–1351 ;
- Amanieu II de La Mothe 1351–1360 ;
- Philippe de Chambarlhac 1360–1361 ;
- Hélie de Salignac 1361–1378 ;
- Guillaume IV 1378–1379 ;
- Raimond Bernard de Roqueis 1380–1384 ;
- Francesco Uguccione 1384–1412, cardinal ;
- David de Montferrand 1414–1430 ;
- Pey Berland 1430–1456 ;
- Blaise Régnier de Gréelle 1456–1467 ;
- Arthur de Montauban 1467–1478 ;
- André d'Espinay 1478–1500, abbé de l'Abbaye de Saint-Wandrille.

## Époque moderne
- Jean de Foix 1501–1529
- Gabriel de Gramont 1529–1530 ;
- Charles de Gramont 1530–1544 ;
- Jean du Bellay 1544–1553, cardinal ;
- Jean de Monluc 1551, non confirmé ;
- François de Mauny 1553–1558 ;
- Jean du Bellay 1558–1560, à nouveau, cardinal ;
- Antoine Prévost de Sansac 1560–1591 ;
- Jean Le Breton 1592–1599, non confirmé ;
- François d'Escoubleau de Sourdis 1599–1628, cardinal, chevalier de l'ordre du Saint-Esprit ;
- Henri d'Escoubleau de Sourdis 1629–1645 ;
- Henri de Béthune 1646–1680 ;
- Louis d'Anglure de Bourlemont 1680–1697 ;
- Armand Bazin de Bezons 1698–1719 ;
- François-Elie de Voyer de Paulmy d'Argenson 1719–1728 ;
- François-Honoré Casaubon de Maniban 1729–1743 ;
- Louis-Jacques d'Audibert de Lussan 1743–1769 ;
- Ferdinand-Mériadec de Rohan 1769–1781, archevêque de Bordeaux ;
- Jérôme Champion de Cicé  1781–1802, dernier archevêque de Bordeaux d’Ancien régime. Archidiocèse supprimé (1790).

## Époque contemporaine

### Évêques constitutionnels (Révolution française)
Pour un article plus général, voir Constitution civile du clergé.
- Pierre Pacareau 1791–1797, évêque constitutionnel ;
- Dominique Lacombe 1749–1823[6] 1797–1801, évêque constitutionnel.

### Période concordataire (1802–1905)
Pour un article plus général, voir Concordat de 1801.
- Charles François d'Aviau du Bois de Sanzay 1802–1826 ;
- Jean Lefebvre de Cheverus 1826–1836, cardinal ;
- Ferdinand-François-Auguste Donnet 1837–1882, cardinal ;
- François-Alexandre de La Bouillerie 1872–1882, coadjuteur ;
- Aimé-Victor-François Guilbert 1883–1889, cardinal ;
- Victor-Lucien-Sulpice Lecot 1890–1905, cardinal.

### Depuis la loi de séparation des Églises et de l'État (1905)
Pour un article plus général, voir Loi de séparation des Églises et de l'État.
- Victor-Lucien-Sulpice Lecot 1905–1909, cardinal ;
- Pierre Paulin Andrieu 1909–1935, cardinal ;
- Maurice Feltin 1935–1949 (ensuite archevêque de Paris 1949–1966, fait cardinal en 1953) ;
- Paul Richaud 1950–1968, cardinal ;
- Marius Maziers 1968–1989 ;
- Pierre Eyt 1989–2001, cardinal ;
- Jean-Pierre Ricard 2001–2019, cardinal ;
- Jean-Paul James 2019–présent.

## Évêques auxiliaires
L'archevêque est assisté par des évêques auxiliaires :
- Jean-Marie Le Vert depuis le 9 mars 2018.